# Pucará
Pour ville bolivienne, voir Pucará (Santa Cruz).

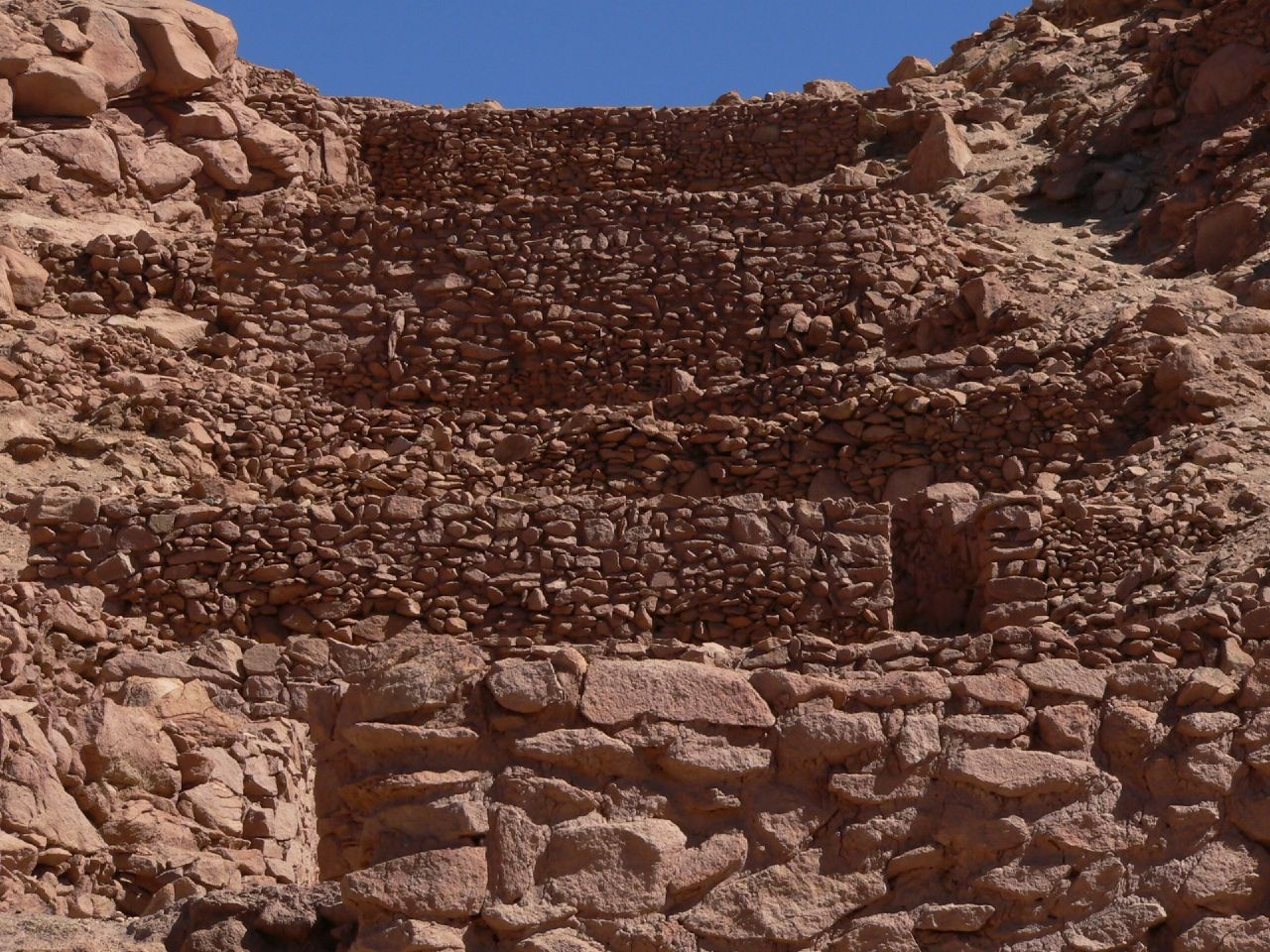
Partie du complexe du Pukara de Quitor vu de l'intérieur.

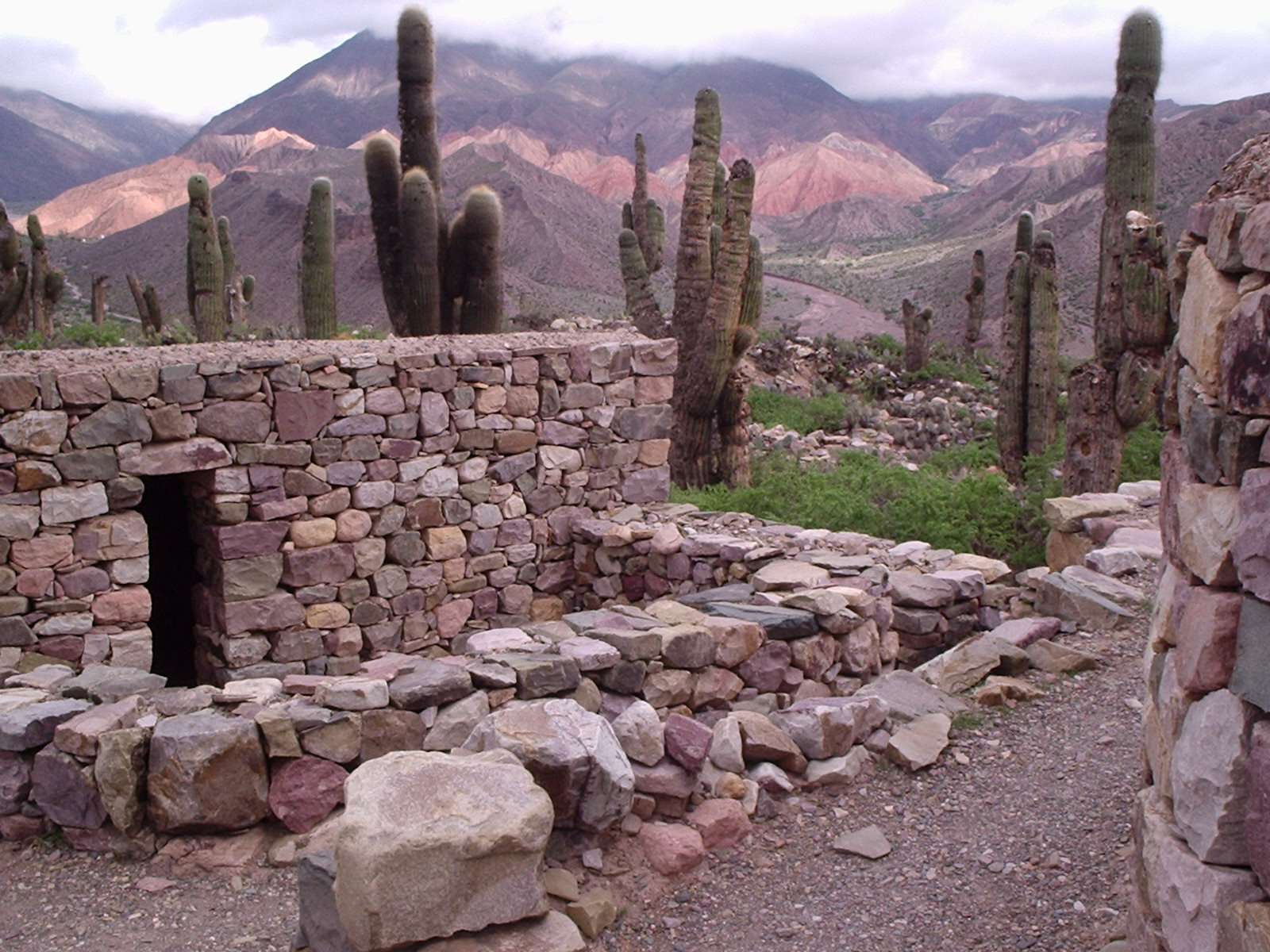
Pucará de Tilcara en Argentine.

Pucará (du quechua pukara, « forteresse ») est un terme qui désigne des fortifications érigées par les indigènes de culture andine, depuis l'Équateur jusqu'à la zone centrale du Chili et dans le nord-ouest de l'Argentine.  
Les Espagnols désignent par ce terme les forts édifiés par les troupes mapuches pendant la guerre d'Arauco.